# Quadricalcarifera chlorotricha
Quadricalcarifera chlorotricha är en fjärilsart som beskrevs av George Francis Hampson 1912. Quadricalcarifera chlorotricha ingår i släktet Quadricalcarifera och familjen tandspinnare. Inga underarter finns listade.